# Хернум (Зилт)
Хернум (њем. Hörnum) општина је у њемачкој савезној држави Шлезвиг-Холштајн. Једно је од 132 општинска средишта округа Нордфризланд. Према процјени из 2010. у општини је живјело 981 становника. Посједује регионалну шифру (AGS) 1054046, NUTS (DEF07) и LOCODE (DE HRM) код.

## Географски и демографски подаци
Хернум се налази у савезној држави Шлезвиг-Холштајн у округу Нордфризланд. Општина се налази на надморској висини од 4 метра. Површина општине износи 5,6 km². У самом мјесту је, према процјени из 2010. године, живјео 981 становник. Просјечна густина становништва износи 174 становника/km².